# 苯并［c］呫吨酮
苯并[c]呫吨酮是一种有机化合物，化学式为C17H10O2。它可由(2-氯苯基)(1-羟基-2-萘基)甲酮和叔丁醇钠或氢氧化钾反应制得。

## 反应
它和二甲硫醚甲硼烷在四氢呋喃中反应，可以得到苯并[c]呫吨。